# 矢島昌明
矢島 昌明（やじま まさあき、1960年9月30日 - ）は、日本の実業家。ワコールホールディングス社長。

## 経歴
神奈川県出身。1979年神奈川県立多摩高等学校卒業。1984年早稲田大学商学部卒業、ワコール入社。2004年ワコールインターナショナル香港取締役社長。2007年ワコール国際本部営業グループ長。2008年華歌爾中国時装有限公司董事副総経理。2009年華歌爾中国時装有限公司総経理。2011年ワコール執行役員。16年ワコール取締役執行役員。2018年ワコール取締役常務執行役員。2022年ワコールホールディングス取締役常務執行役員グローバル本部長。2023年ワコールホールディングス代表取締役社長執行役員。